# بیفرتنستوک
بیفرتنستوک (به لاتین: Bifertenstock) یک کوه در سوئیس است که در کانتون گراوبوندن واقع شده‌است. بیفرتنستوک ۳٬۴۱۹ متر بالاتر از سطح دریا واقع شده‌است.